# 近畿大学青踏女子短期大学
近畿大学青踏女子短期大学（日语：／ Kinki Daigaku Seitō Joshi Tanki Daigaku *），简称青踏短大，是过去一所位于日本和歌山县和歌山市的私立短期大学。

## 概要

### 简介
- 短期大学为于1972年开办[1][2]、由学校法人近畿大学经营。招生到于2000年、停办于2002年[3]。毕业者数是1,388个人[2]。

### 历史
- 1972年 近畿大学青踏女子短期大学成立并同时设置一个学科即英文科。校园在了和歌山县御坊市。
- 1986年 校园迁到和歌山县和歌山市[2]。
- 2000年 最后一年招生、次年停止招生（正式停办于2002年10月28日[3]）。

## 学校环境
- 校区：在了和歌山县和歌山市[注 1]

## 历任校长
- 安部卓尔：第一代短期大学校长[4]。

## 组织

### 学科
- 英文科

### 专科
| - 没有 |

### 业余课程
| - 没有 |

## 相关链接
- 日本短期大学列表
- 近畿大学
- 近畿大学短期大学部
- 近畿大学丰冈短期大学
- 近畿大学九州短期大学